# 17897 Gallardo
17897 Gallardo (1999 FV8) là một tiểu hành tinh vành đai chính được phát hiện ngày 19 tháng 3 năm 1999 bởi LONEOS.